# Merone
Merone (Meron in dialetto brianzolo, AFI: /meˈruŋ/) è un comune italiano di 4 036 abitanti della provincia di Como in Lombardia.

## Geografia fisica

### Territorio
Merone si sviluppa in una zona collinare che chiude a sud il pian d'Erba.
Zona ricca di acque, il territorio comunale è composto dalla collina di Merone (il cui pendio è rivolto verso le località di Baggero e Maglio), dalla collina della Ferrera, della Specola e dell'Alpè (al centro) e dalla collina di Moiana (che degrada fino alle rive del lago di Pusiano).

### Idrografia

#### Laghi
- Lago di Pusiano[5]
- Laghetti artificiali dell'oasi di Baggero, cave di marna ormai esaurite e riempite d'acqua.[5]

#### Corsi d'acqua
Il Lambro
Il corso d'acqua più rilevante del territorio meronese è il Lambro, che nella zona di Pontenuovo riceve le acque degli emissari naturali dei laghi di Pusiano e Alserio, oltre a quelle che le rogge Gallerane raccolgono da tutto il Pian d'Erba.
La grande quantità d'acqua complessivamente portata in dote dai suddetti immissari permette al Lambro di passare da un regime torrentizio a quello di un vero e proprio fiume. Per questa ragione, in questa zona il corso d'acqua viene detto Lambrone.
Dopo aver ricevuto anche le aque del cavo Diotti in località Stallo, il Lambrone viene detto Lambro settentrionale e prosegue il suo corso verso il sud della Brianza.
Altro
Nel territorio meronese scorre anche la roggia Cavolto, che a Baggero si attraversava a guado ancora agli inizi del Novecento.

## Storia
Da Merone, in epoca romana, passava la via Mediolanum-Bellasium, strada romana che metteva in comunicazione Mediolanum (Milano) con Bellasium (Bellagio). Il legame tra Merone e la strada proveniente da Milano perdurò anche nel 1346, quando “el locho da Merono”, già citato da Goffredo da Bussero, è attestato tra le località che, all'interno della pieve d'Incino, hanno il compito della manutenzione della "strata da Niguarda".
Nel periodo della Signoria di Milano, il territorio fu travolto dalle cruente lotte di potere tra le famiglie dei Visconti di Milano e dei Torriani di Como, con questi ultimi che nel 1285 diedero fuoco a un castello collocato proprio a Merone. Al termine delle guerre, il castello diventò la residenza dei Meroni, a lungo signori di Merone.
Inserito sempre nella stessa pieve anche durante il Ducato di Milano fino alla fine del XVIII secolo, il territorio meronese seguì le sorti della stessa fino al 1647, anno in cui fu acquistato dal conte Carlo Archinto per conto di Paolo Annoni, che un anno più tardi infeudò Merone.
Un diploma di Carlo VI datato 1711 sancì il passaggio del feudo alla famiglia Carena e in seguito, per discendenza, agli Aliprandi (1728), che esercitarono i propri diritti feudali su Merone fino al 1780, anno in cui l'ultimo erede morì e il feudo ritornò tra le disponibilità della Regia Camera del Ducato.
Nel 1751 il territorio meronesa si estendeva già ai cassinaggi di “Cassina di Ceppo”, “Molino a Baggero” e “Cà di Marzo”.
Con l'attivazione delle province della Lombardia austriaca, Merone seguì il destino della pieve d'Incino, in un primo momento inserita nella provincia di Como (1786) ma poi spostata in quella di Milano (1791).
Un decreto di riorganizzazione amministrativa del Regno d'Italia napoleonico datato 1807 sancì l'annessione dei territori di Mojana e Monguzzo da parte del comune di Merone, che cinque anni più tardi fu ufficialmente ridenominato "Nobile". Tutte le decisioni del periodo napoleonico furono abrogate dalla Restaurazione, con gli austro-ungarici che tuttavia rispostarono definitivamente Merone sotto le competenze della provincia di Como.
Fino alla fine dell'Ottocento il territorio fu contraddistinto da una spiccata vocazione agricola, in particolare grazie alle coltivazioni di vite e gelso che diedero il nome rispettivamente alle località “la vigna” di Merone e "la muranéra” di Moiana. Nella seconda metà dello stesso secolo, si assistì a un'intesificazione dello sfruttamento delle acque del Lambro, mediante la costruzione di numerosi mulini utilizzati per movimentare magli e torchi, oltre a macchinari legati a industre tessili come la filanda Isacco, la prima di questo tipo realizzata sul territorio meronese. Le zone più interessate da questi cambiamenti furono quelle di Stallo, Baggero e Maglio (con quest'ultimo toponimo derivante proprio dalla presenza di numerose fucine, le quali tra il 1830 e il 1860 divennero parte proprio della filanda Isacco).
Nello stesso periodo avvennero l'allacciamento alla linea ferroviaria Milano-Incino e la sostituzione dei vecchi ponti sul fiume Lambro in strutture più robuste. In questo contesto, nei primi del Novecento Merone fu dotata del suo primo ponte in muratura.
Nel 1928 il comune di Merone vide un allargamento dei propri confini territoriali, con l'annessione di Mojana e della frazione Pontenovo di Erba (R.D. 1º novembre 1928, n. 2563).
Lo stesso anno avvenne l’entrata in funzione della “Società-Fabbrica di Cemento Portland Montandon & C.”, dal 1941 conosciuta ufficialmente in tutta la zona come “Cementeria di Merone”, attiva nell'attività estrattiva di marna e di calcare. La costruzione della cementeria comportò la realizzazione di una teleferica che metteva in collegamento l'impianto con una cava localizzata a Pusiano. Il percorso della teleferica, lungo 6 km, fu abbattuto nel 2018.
Dal secondo dopoguerra in poi il territorio di Merone fu caratterizzato da una crescita sia del punto di vista del tessito industriale sia sotto il profilo demografico.

### Simboli
Lo stemma e il gonfalone sono stati concessi con decreto del presidente della Repubblica dell'8 settembre 1967.
È rappresentato il castello di Merone, distrutto durante le aspre battaglie tra i Torriani e i Visconti; la banda d'azzurro simboleggia il Lambro che scorre nel territorio ed il lago di Pusiano le cui acque lambiscono il Comune.

## Monumenti e luoghi d'interesse

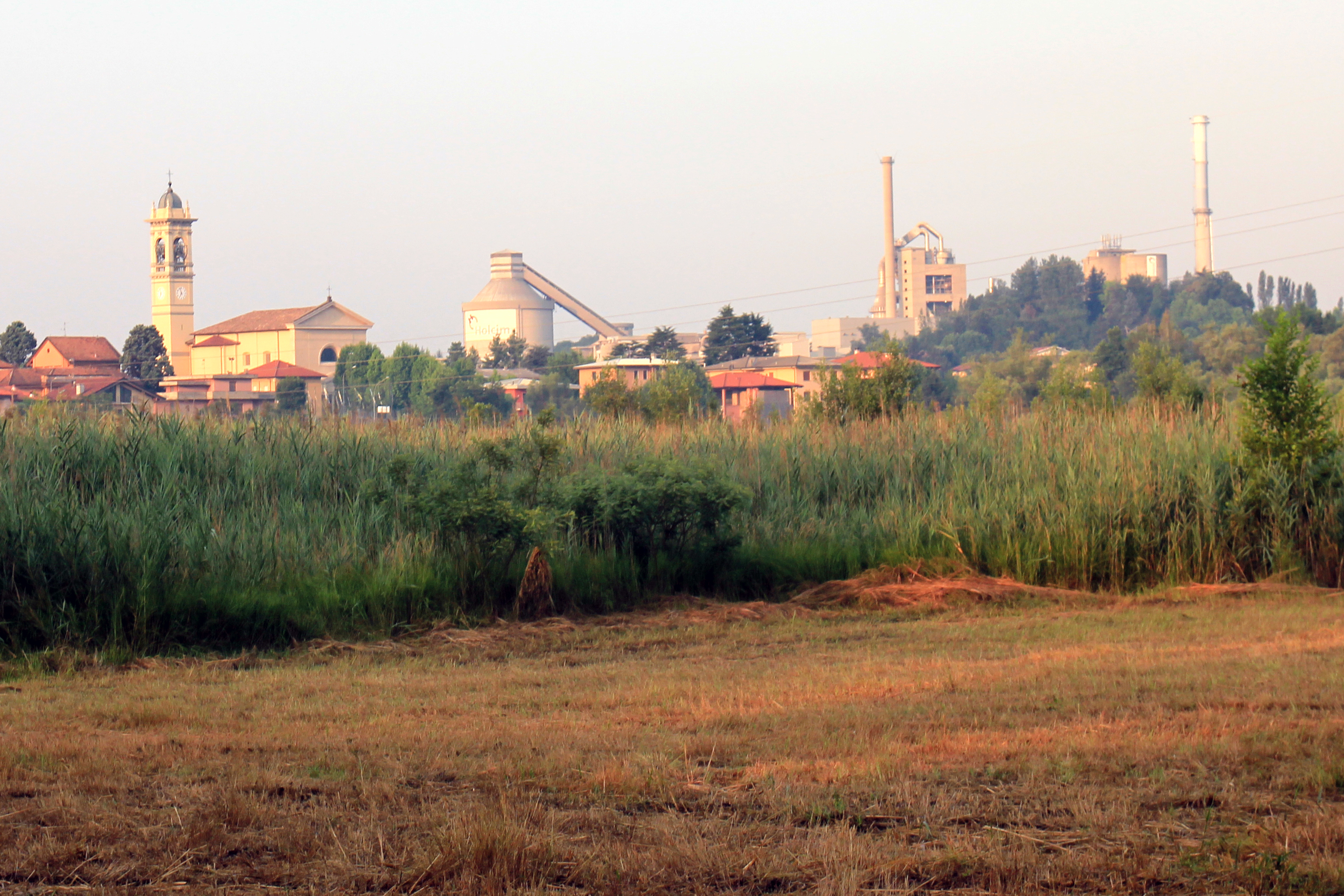
La chiesa dei SS. Giacomo e Filippo. Sulla destra, gl'impianti della cementeria di Merone

### Architetture religiose

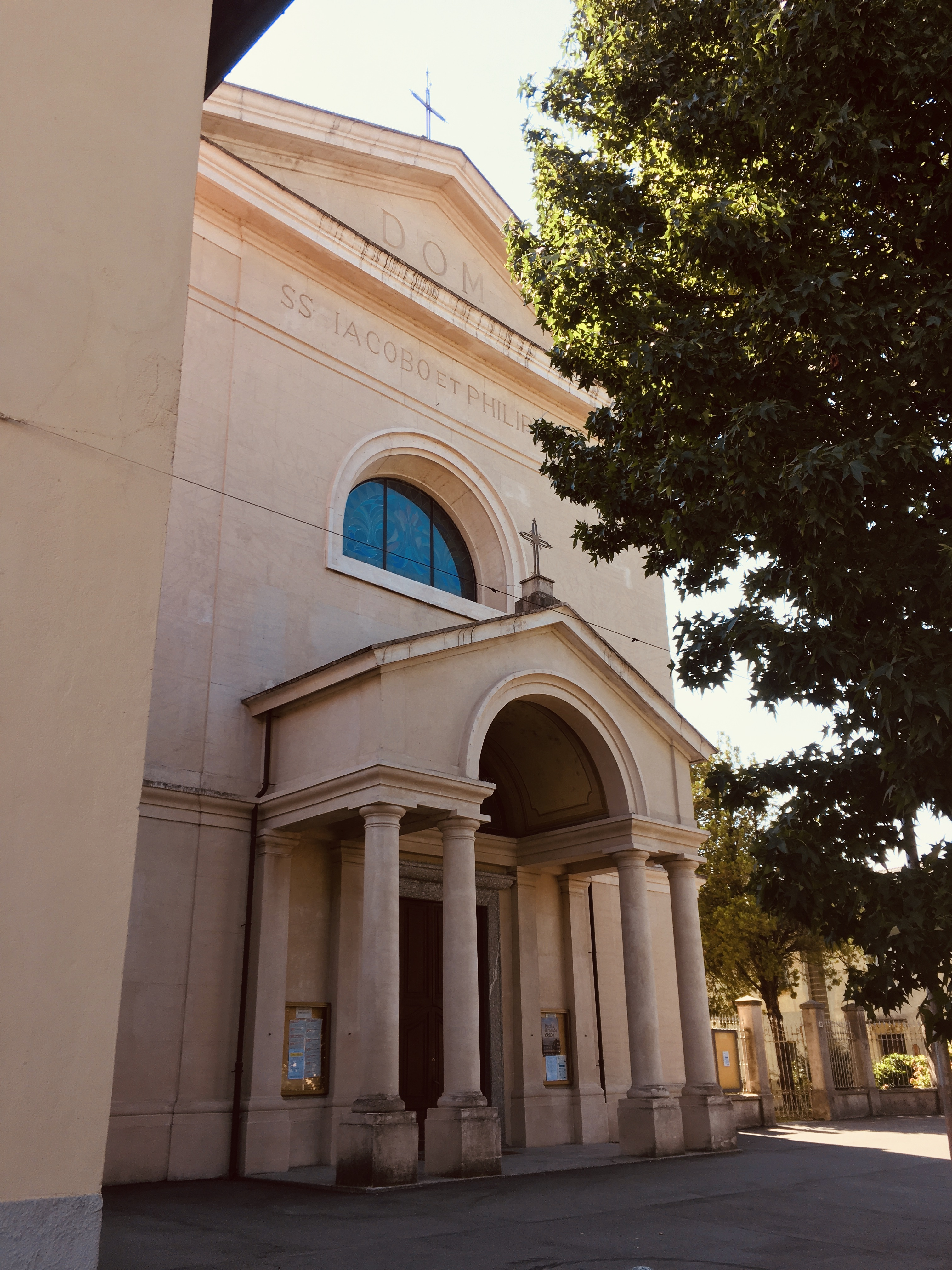
Chiesa dei Santi Giacomo e Filippo

#### Chiesa dei Santi Giacomo e Filippo
La Chiesa dei Santi Giacomo e Filippo, oggetto di importanti interventi architettonici negli anni 1926 e 1960, fu costruita in cima al colle di Ferrera tra il 1880 e il 1888 con funzioni di parrocchiale.

#### Chiesa della Madonna del Rosario di Pompei
La Chiesa della Madonna del Rosario di Pompei (XVII secolo), anticamente dedicata a San Giacomo, adempì fino alla fine del XIX secolo le funzioni di vecchia chiesa parrocchiale.
La chiesa è attestata nella pieve d'Incino come "capella" nel 1398, come "rettoria" nel 1564 e come sede di una parrocchia nel resto del corso del XVI secolo.
Anticamente detta “San Giacomo della Ferrera”, la chiesa era nota anche con la dicitura “San Giacomo in isola”, in quanto il territorio circostante all'edificio si trovava spesso in stato di allagamento a causa dello straripamento del Lambro e del lago di Pusiano.

#### Chiesa di San Francesco d'Assisi
Costruita a Moiana su impulso dell'arcivescovo Carlo Borromeo, la Chiesa di San Francesco d'Assisi fu completata nel 1628. La chiesa fu per tempo nota anche come "Chiesa dell'Annunciazione".

#### Chiesa di Santa Caterina da Siena
La residenza costruita sui ruderi del castello di Merone ospita la Chiesa di Santa Caterina da Siena (XVI secolo).

### Architetture civili

#### Castello di Merone
A Merone è ancora possibile vedere la torre di quello che era l'antico castello di Merone.
La torre si trova nel complesso del palazzo costruito al posto del castello in seguito alle guerre che nel XIII secolo videro contrapposti i Visconti ai Torriani.
Il palazzo, che nel 1528 ospitò Gerolamo Emiliani, fu utilizzato come dimora di numerose famiglie nobiliari: dapprima i Carpani, poi i Carena (o Carenna) e gli Aliprandi, in seguito i Rasini-Anguissola e i Monticelli e, infine, i Miroglio.

## Società

### Evoluzione demografica

#### Demografia pre-unitaria
- 242 nel 1751[7]
- 208 nel 1771[8]
- 272 nel 1799[9]
- 264 nel 1805[9]
- 905 nel 1809 dopo annessione di Mojana e Monguzzo[9]
- 362 nel 1853[10]

#### Demografia post-unitaria
- 397 nel 1861 (solo a Merone)[12]
- 398 nel 1881 (solo a Merone)[12]
- 496 nel 1901 (solo a Merone)[12]
- 435 nel 1921 (solo a Merone)[12]

Abitanti censiti

## Geografia antropica

### Frazioni e località
Da un punto di vista urbanistico, la conformazione del territorio ha fatto sì che attorno ai due centri di Merone e Moiana si formassero una serie di frazioni e cascine separate tra loro da ampi spazi: Pontenuovo, Stallo, Ferrera, cascina Specola, villa Savina (Alpè), cascina Girasole, villa Betlemme, molino Crotta, Maglio, cascina Ceppo, Baggero, cascina Campomarzo e Canova.

## Amministrazione

### Gemellaggi
- Noyarey